# Amerodiscosiella
Amerodiscosiella är ett släkte av svampar. Amerodiscosiella ingår i divisionen sporsäcksvampar och riket svampar.